# マリー・ボウズコバ
- マリエ・ブズコバ
- ブーズコバ
- ブズコワ
- ボウスコバ
- ボウスコワ
- ボウズコワ

マリー・ボウズコバ（Marie Bouzková チェコ語: [ˈmarɪjɛ ˈbou̯skovaː]、1998年7月21日 - ）は、チェコ・プラハ出身の女子プロテニス選手。WTAツアーでシングルス1勝、ダブルス3勝を挙げている。身長180cm。バックハンド・ストロークは両手打ち。自己最高ランキングはシングルス24位、ダブルス24位。

## 来歴

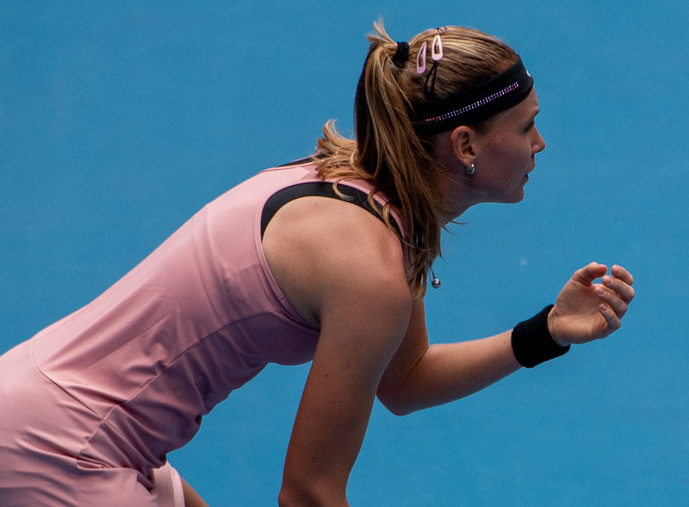
2020年全豪オープン

### 幼少期
チェコの首都プラハに生まれた。両親が所有するテニスクラブでテニスを始め、10歳の時にアメリカ合衆国のフロリダ州に移った。ニック・ボロテリー・テニスアカデミーに2年間在籍し、その後は父親がコーチとなった。チェコ語のほかには英語とスペイン語を話せ、ドイツ語もなんとかなる。

### 2014年～2020年
2014年9月の2014年全米オープンではノーシードとしてジュニア女子シングルスに出場した。2回戦では第2シードのエレナ・オスタペンコに勝利、決勝では第9シードのアンヘリーナ・カリニーナに勝利するなどして優勝した。
2015年のメキシコ・オープンでWTAツアーデビューした。2019年にはWTA1000トーナメントのロジャーズ・カップで、スローン・スティーブンス、エレナ・オスタペンコ、シモナ・ハレプに勝利して準決勝に進出したが、準決勝ではセリーナ・ウィリアムズに敗れた。

### 2021年
2021年6月のバーミンガム・クラシックでは同胞のルーシー・ハラデツカとペアを組んでダブルスに出場し、WTA大会のダブルスにおける初タイトルを獲得した。2021年ウィンブルドン選手権と2021年全米オープンではやはりハラデツカとペアを組んでダブルスに出場し、グランドスラム2大会連続でベスト8となった。

### 2022年
2022年5月9日、WTAランキングのダブルスで自己最高の24位となった。2022年ウィンブルドン選手権のシングルスにノーシードとして出場すると、1回戦で第7シードのダニエル・コリンズを倒すなどしてベスト8となった。2022年7月に開催された母国開催のプラハ・オープンでは、シングルス決勝でアナスタシア・ポタポワを破り、WTAツアーのシングルスで初優勝した。2022年12月12日、WTAランキングのシングルスで自己最高の24位となった。2022年にはインディアナ大学イースト校で経営管理の学位を取得した。

### 2023年
2023年全仏オープンではサラ・ソリベス・トルモとダブルスのペアを組み、3回戦では加藤未唯とアルディラ・スーチャディのペアがボールガールにボールを故意にぶつけたのではないかと、執拗に抗議し一旦は警告で終わった審判の判定を失格に変えさせ同ペアに勝利したが、準々決勝ではニコール・メリチャーとエレン・ペレスのペアに敗れた。
なお、加藤ペアへの執拗な抗議後に失格した彼女たちを見て笑ってる姿が世界中からのクレームを呼び、大炎上した試合であった。尚、加藤選手は賞金とポイントを失うペナルティを受けている。

## 4大大会成績

### シングルス
| 大会           | 2017 | 2018 | 2019 | 2020 | 2021 | 2022 | 2023 |
| -------------- | ---- | ---- | ---- | ---- | ---- | ---- | ---- |
| 全豪オープン   | A    | Q3   | Q1   | 1R   | 1R   | 2R   | 1R   |
| 全仏オープン   | A    | Q2   | 1R   | 1R   | 1R   | 2R   | 1R   |
| ウィンブルドン | Q2   | Q2   | 2R   | NH   | 1R   | QF   |      |
| 全米オープン   | Q1   | 1R   | 1R   | 1R   | 1R   | 2R   |      |

### ダブルス
| 大会           | 2020 | 2021 | 2022 | 2023 |
| -------------- | ---- | ---- | ---- | ---- |
| 全豪オープン   | 1R   | 1R   | 2R   | 2R   |
| 全仏オープン   | 2R   | 1R   | A    | QF   |
| ウィンブルドン | NH   | QF   | 2R   |      |
| 全米オープン   | A    | QF   | A    |      |